# Ágnes Kovácsová
Ágnes Kovács (* 13. července 1981, Budapešť) je bývalá maďarská plavkyně, specialistka na plavecký styl prsa. Na olympijských hrách v Sydney roku 2000 vyhrála prsařský závod na 200 metrů. Čtyři roky předtím na hrách v Atlantě na stejné trati brala olympijský bronz, a to v pouhých patnácti letech. Zúčastnila se i olympijských her v Athénách roku 2004 (nejlepší umístění: 4. místo na 200 metrech motýlkem). Na dvou stech metrech prsa je i dvojnásobnou mistryní světa (v dlouhém bazénu), z let 1998 a 2001. Má z MS i bronz ze sto metrů prsa z roku 2001. Na šampionátu evropském (v dlouhém bazénu) získala na různých prsařských tratích sedm zlatých medailí. Na svém kontě má též 53 titulů mistryně Maďarska. Čtyřikrát byla vyhlášena maďarskou sportovkyní roku (1997, 1998, 1999, 2000). Dvakrát byla zvolena evropskou plavkyní roku v anketě časopisu Swimming World Magazine (1997, 1998). Roku 2000 obdržela vyznamenání Maďarský záslužný kříž, důstojnické třídy. V roce 2014 byla uvedena do Mezinárodní plavecké síně slávy.
Plavat se naučila ve dvou a půl letech, závodně plavala od devíti. Jako první maďarský olympijský vítěz v historii získala doktorát (Ph.D.), a to na Fakultě sportovních věd Univerzity tělesné výchovy. Téma její doktorské práce bylo Vztah mezi vrcholovými sportovci a mediálními profesionály v Maďarsku na počátku 21. století. Vedle toho má magisterské tituly z Arizona State University (obor marketing a komunikace) a z Korvínovy univerzity v Budapešti (obor ekonomie a sociologie). V roce 2012 byl PR ředitelkou Mistrovství Evropy v plavání v Debrecínu. Ve stejném roce byla zvolena předsedkyní výboru pro životní prostředí a udržitelný rozvoj Maďarské plavecké federace.